# Hermanos Villalobos
Los hermanos Villalobos (nacidos en Xalapa, Veracruz, México) son un trío de violinistas, cantautores, compositores, y arreglistas. Se han presentado en los premios Grammy latinos, Carnegie Hall, el Museo de Arte Metropolitano, el Museo Solomon R. Guggenheim, el sexagésimo aniversario de las Naciones Unidas, el Rockefeller Center, y el estadio de los Mets de Nueva York entre otros foros.
Han colaborado con artistas como: Morley, Paloma San Basilio, Paddy Moloney and The Chieftains, Eddie Palmieri, Graciela Pérez Grillo, Dolly Parton, León Gieco, Leni Stern, César Camargo Mariano, Lila Downs, Richie Ray y Bobby Cruz, Pierre Boulez, Alberto Vázquez, Johnny Ventura, Dan Zanes y Rafael Escalona. Su más reciente producción discográfica es Aliens of Extraordinary Ability (2012).

## Primeros años y formación clásica

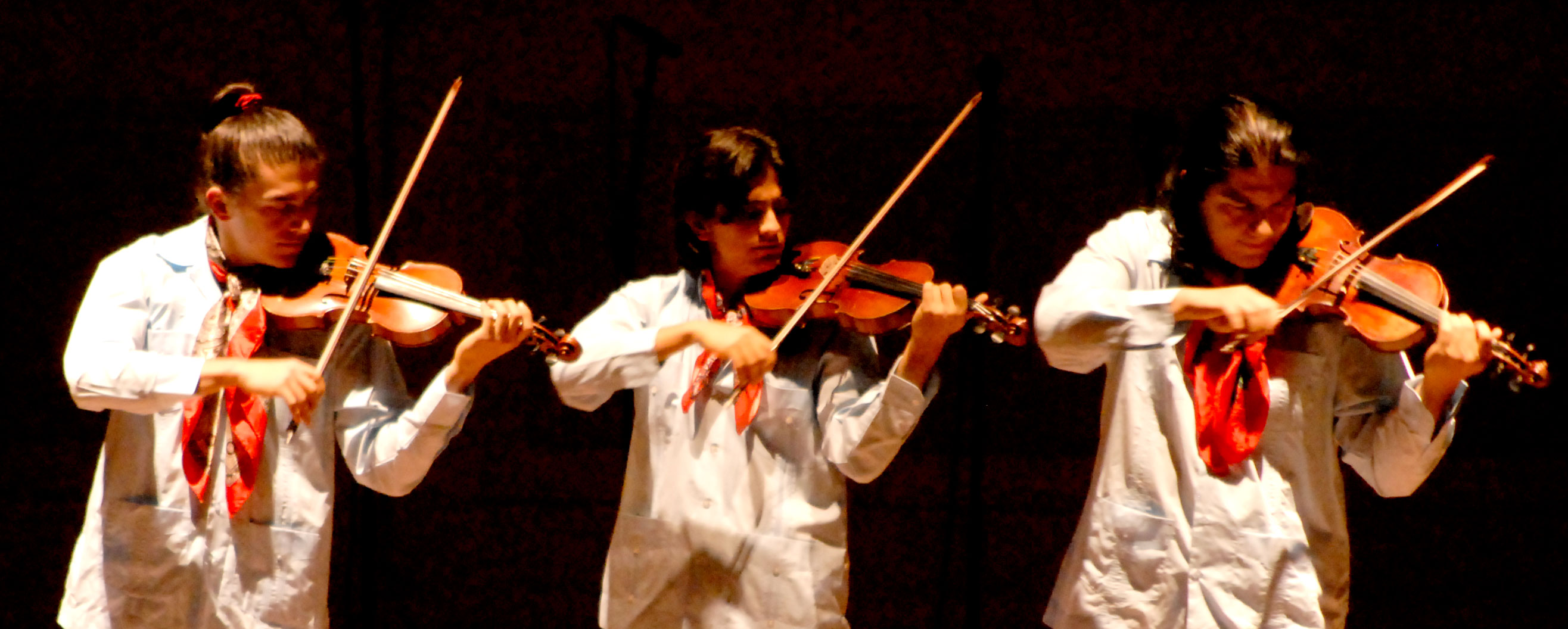
Los hermanos Villalobos tocando en el Isaac Stern Auditorium de Carnegie Hall

### Primeros años
Los hermanos nacieron y crecieron en Xalapa, Veracruz, México. Se iniciaron en el estudio del violín con Joan King y poco después aprendieron a tocar otros instrumentos como el piano y la guitarra. De 1990 a 2000 estudiaron violín en la Universidad Veracruzana con Carlos Marrufo Gurrutia, quien a su vez fue discípulo de Henryk Szeryng. Los tres hermanos también estudiaron composición y contrapunto con Eugeniusz Sleziak Kandora, Roberto Lira López, y Ryszard Siwy Machalica.

### Formación clásica
Tras debutar como solistas interpretando los conciertos para violín de Sibelius, Brahms y Saint-Saëns con la Orquesta Sinfónica de Xalapa, también fueron solistas con la Filarmónica Nacional de Cuba, la Orquesta Sinfónica Juvenil del Estado de Veracruz y la Orquesta Sinfónica Nacional del Perú.
En el año 2000, el Departamento de Estado de los Estados Unidos le otorgó a Ernesto Villalobos una beca Fulbright para realizar estudios de posgrado en la Manhattan School of Music, en donde estudió con Patinka Kopec y Nils Vigeland. En 2001 participó en las clases magistrales impartidas por Pinchas Zukerman y Glenn Dicterow y fue becado a Israel donde estudió con Shlomo Mintz.
Alberto Villalobos fue becado en 2002 por el Fondo Nacional para la Cultura y las Artes y estudió con Igor Oistrakh en el Conservatorio Real de Bruselas, Bélgica. Después fue becado por la 
Lucerne Festival Academy en Suiza, donde participó en conciertos dirigidos por Pierre Boulez. En 2003 participó en clases magistrales impartidas por Zakhar Bron en Viena, Austria.
En 2003, Luis Villalobos también fue becado por el FONCA para realizar estudios de posgrado con Nicolás Chumachenco en la Musik Freiburg de Alemania. Asimismo fue aceptado en el Mozarteum en Austria.

## Estilo e influencias
Sus influencias provienen de varios géneros, entre los que se cuentan la música clásica, el son huasteco, el son jarocho, la música de mariachi, el jazz y el blues. La mayoría de sus composiciones incluyen armonías a tres violines, con patrones melódicos ejecutados por alguno de los hermanos y armonizados en contrapunto. Los hermanos Villalobos han creado su propio estilo de tocar, llamado Cenzontle (o «fast chatting violin» en inglés) y consiste en ejecutar una sucesión de notas que imitan el sonido de la voz humana, incluyendo elementos percusivos sobre las tapas del instrumento. El son huasteco también es parte importante del lenguaje musical de Alberto Villalobos, quien pasó un año en la huasteca transcribiendo y grabando algunos de los más importantes sones huastecos del acervo cultural mexicano.

## Premios y reseñas periodísticas

### Premios

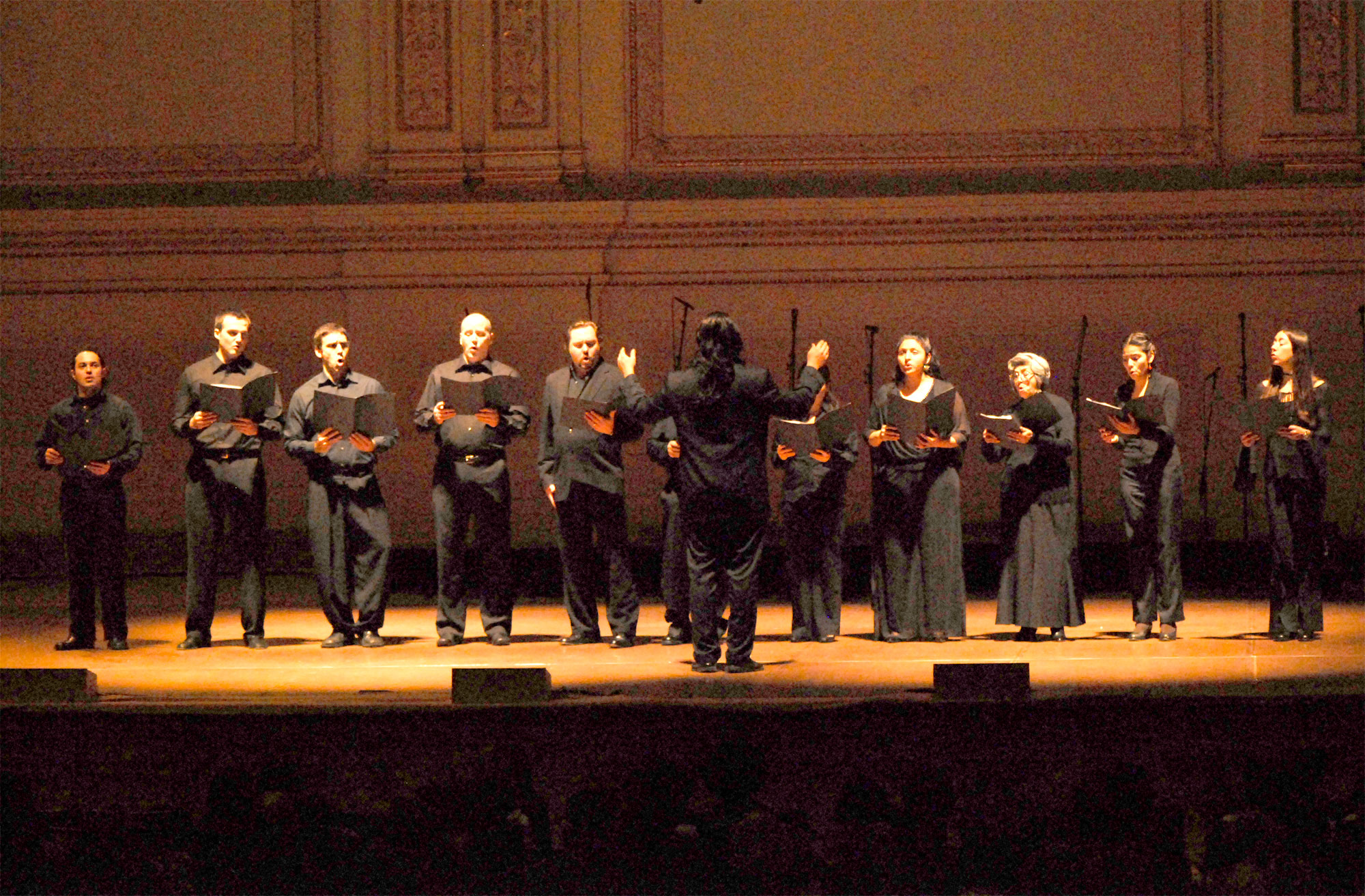
Ernesto Villalobos dirige el estreno de su composición «Anochipa Tlalticpac» en Carnegie Hall

- 2011 Medalla de bronce por mejor documental en la categoría de asuntos sociales, en el[33]
- 2007 Leaders of the Future Excellence Award presentado por Tepeyac Association of New York[34]
- 2003 Beca para ejecutantes presentada por el Fondo Nacional para la Cultura y las Artes[35][36]
- 2000 Beca Fulbright otorgada a Ernesto Villalobos por el Departamento de Estado de los Estados Unidos[1][23]
- 1999 Premio Nacional de la Juventud otorgado por el presidente de México, Ernesto Zedillo Ponce de León[37]
- 1997 Primer lugar en el V Concurso Nacional de Violín[38][39]
- 1995 Beca TELMEX patrocinada por Carlos Slim Helú[40]

### Reseñas periodísticas
Los hermanos Villalobos han sido aclamados como violinistas virtuosos y como uno de los principales ensambles de World Music.
Después del concierto del 12 de noviembre de 2006 en Merkin Concert Hall en la ciudad de Nueva York, The Forward escribió «... tocaron con una intensidad exuberante para un público muy receptivo...Ernesto posó su mirada sobre el violín, su cabello oscuro volaba por los aires mientras su arco zurcaba las cuerdas...con sus cabezas inclinadas, como en una plegaria, sus dedos saltando y sus pies bailando, no estaban simplemente tocando la música, la estaban viviendo...»
En 2009, el teatro de Broadway The New Victory Theater describió su presentación como «...violinistas mexicanos del más alto calibre.»
En el 2007, recibieron por parte de la Asociación Tepeyac de Nueva York la Medalla de excelencia a los líderes del futuro y fueron felicitados por los políticos estadounidenses Hillary Rodham Clinton, John Sabini, Robert Menendez, Joseph Crowley, Eliot Spitzer, y Andrew Cuomo.

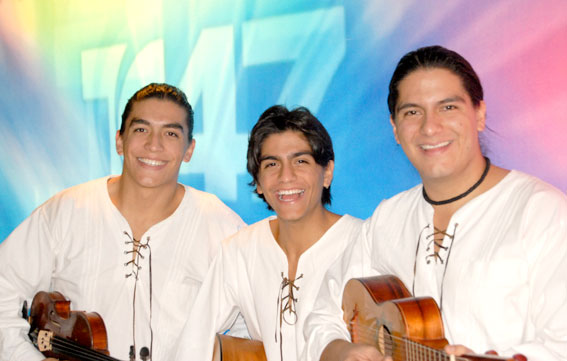
Los hermanos Villalobos después de una presentación en Telemundo 47

## Conciertos en Carnegie Hall

### Joan and Sanford I. Weill Recital Hall

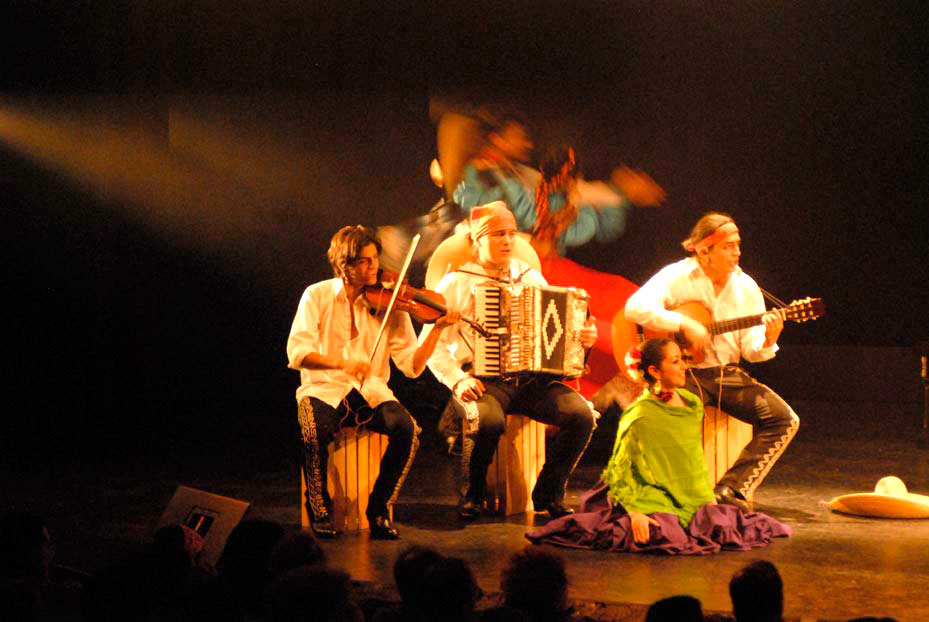
Los hermanos Villalobos tocando en Queens Theatre In The Park

El 23 de octubre del 2005 debutaron en Carnegie Hall. El concierto fue a beneficio de The Shul of New York e incluyó a los siguientes músicos: Carlos Pereira piano y guitarra, Matt Snyder clarinete, Kathleen Tagg piano, Dave Hertzberg bajo, Ramón Ponce Jr. vihuela y guitarrón, Ilmar Gavilán violín, Humberto Flores guitarra, An Vanhauwaert violín, Morley Kamen voz, Adam Feder guitarra, Cristina Vásquez voz, Yamani Fuentes flauta, Seth Ginsberg mandolina, Daniel Sadownick percusión.

### Isaac Stern Auditorium / Ronald O. Perelman Stage
El 17 de diciembre del 2006 los hermanos fueron nuevamente invitados a Carnegie Hall, en esta ocasión al frente de la producción musical de la compañía Calpulli Mexican Dance Company en el Isaac Stern Auditorium incluyendo una centena de bailarines y músicos. En este concierto los hermanos Villalobos estrenaron varias composiciones originales, incluyendo «Anochipa tlalticpac» para coro, jarana, y percusión precolombina.
Entre los músicos invitados a este concierto estuvieron: Pedro Da Silva guitarra, Cristina Vásquez voz, Nilko Andreas Guarin guitarra, Mauricio O'Reilly voz, Martin Vejarano percusión, Selene Muñoz voz, Adam Feder voz, Roman García voz, Jocelyn Medina voz, Veronica Valerio arpa, Todd Carter voz, Yamani Fuentes flauta, Lilly Lavner voz, Ramón Ponce Sr. trompeta Ramón Ponce Jr. vihuela, Miguel Ponce, guitarrón.

## Colaboración con la compañía Calpulli
Entre 2006 y 2009 Ernesto Villalobos fungió como director musical de Calpulli Mexican Dance Company. Durante estos años los hermanos Villalobos tocaron en giras con la compañía, colaborando con Dolly Parton en el Festival de las naciones en Dollywood, en el Queens Theatre in the Park, el Mayo Center for the Performing Arts, las universidades Sarah Lawrence, Colgate y Elmira, el Museo del barrio, Lehman Brothers Headquarters, y Carnegie Hall.

## Participación en la entrega de premios Grammy's ® Latinos

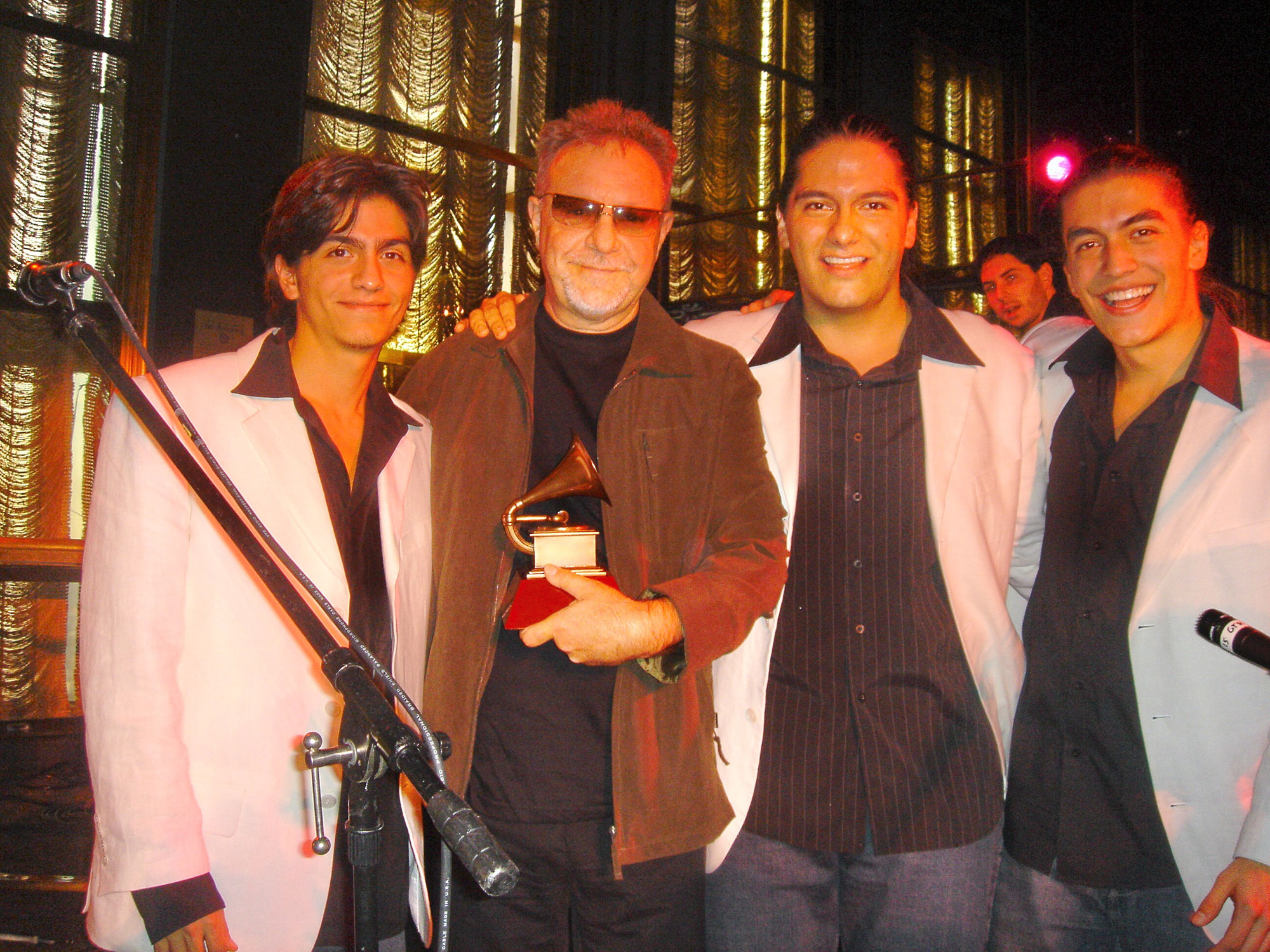
Los hermanos Villalobos con León Gieco después de la entrega de los Grammy's ® Latinos en Nueva York

En 2006, los hermanos Villalobos se presentaron en el Rainbow Room del Rockefeller Center durante la 7.ª entrega anual de los Grammy's ® Latinos. Para este concierto, arreglaron y tocaron la música de los siguientes galardonados: Graciela Pérez Grillo, Paloma San Basilio, León Gieco, César Camargo Mariano, Richie Ray, Bobby Cruz, Alberto Vázquez, Johnny Ventura y Rafael Escalona.

## Discografía

### Solistas
- Hermanos Villalobos, Aliens of Extraordinary Ability (2012) con la participación de: Beto Flores, guitarra, Rosa Avila, batería, Ramón Ponce, vihuela, Yuriana Sobrino, percusiones, Miguel Ponce, guitarrón, Juan Kanagui poesía.[46]
- Hermanos Villalobos, Villa-Lobos (2009 álbum homónimo) con la participación de: David Glukh, trompeta, Oscar Rosales, trompeta, Dave Hertzberg, bajo, Samuel Zavaleta, percusiones.[16]
- In Memoriam: Allen Klein, The Best...Is Yet To Come (2009) ABKCO Records con la participación de Adam Feder, guitarra y Dave Hertzberg, bajo.

### Colaboraciones
- Hope Harris, Cousins jamboree, (2010) álbum producido por Holcomb Rock Road[47]
- The Chieftains con Ry Cooder, San Patricio, (2010) con Lila Downs álbum producido por Hear Music[48]
- Dan Zanes, Nueva York, (2008) álbum producido por Festival Five Records[49]
- The Shul Band, Instrumental, (2007) álbum producido por Boom-Boom Studios[50]
- Morley, Days like these, (2006) álbum producido por Universal Music-France[51]
- Leni Stern, Love comes quietly, (2006) (colaboración con Adam Rudolph), álbum producido por Leni Stern Recordings[52]
- Rick Martínez Banda sonora Viva la vida, (2006) producida por Bay Street[53]
- Vivian Farmery, Places, (2006) álbum producido por Just Tell Advocacy
- The Looking Tin can head, (2005) álbum producido por Astraea Records[54]
- Rene Hubbard Chicavasco, (2005) álbum producido por Rana Santacruz[55]
- Lilly Lavner, Walking away, (2004) álbum producido por K-Studios[56]
- The Shul Band, Alive at the Shul of New York, (2004) álbum producido por K-Studios
- Eddie Palmieri, Ritmo caliente, (2003) álbum producido por Concord Records[57]

## Películas y documentales

### Bandas sonoras originales
- Oscar Frasser, El águila negra, banda sonora compuesta por Luis Villalobos e interpretada por Román García, (2011) producida por CUNY Short Films
- United Nations Radio, Gender equality and 15 year-olds,[58] banda sonora compuesta por Ernesto Villalobos e interpretada por Claudia Bianca Montes, (2010) producida por United Nations Radio Unit, New York
- Caitlin McEwan, Moving Pictures,[59] featuring Caitlin Fitzgerald, banda sonora compuesta por Alberto Villalobos, (2009) producida por 12 Weeks 12 Films

### Colaboraciones como instrumentalistas
- Richard Temtchine, How to seduce difficult women,[60] banda sonora original compuesta por Pedro Da Silva, (2009) producida por Quadrant Entertainment
- [Javier Chapa, Harvest of redemption,[61] banda sonora original compuesta por Richard Martínez, (2007) producida por Chapa-Perez Entertainment
- Juan Fischer, Buscando a Miguel,[62] banda sonora original compuesta por Sebastián Cruz, (2007) producida por Hidden Eye Productions
- John J. Valadez and Cristina Ibarra], El último conquistador,[63] banda sonora original compuesta por Richard Martínez, (2007) producida por PBS Point of View

## Obras de teatro
- Zona rosa una obra de Carlos Morton dirigida por Michael Barakiva. Música interpretada por los hermanos Villalobos en Queens Theatre in the Park[64][65]
- Desert fathers una obra de Paavo Tom Tammi dirigida por Jenny Sullivan. Música original de Jerry Korman y los hermanos Villalobos[66]
- The roses on the rocks una obra de Ellen Boscov, dirigida por Richard Caliban. Música original de Rana Santacruz, interpretada por Alberto Villalobos[67]
- Viva la vida una obra de Diane Shaffer dirigida por Susana Tubert. Música original de Rick Martínez Viva la vida, (2006) producida por Bay Street[53]

## Otras actuaciones y colaboraciones

### Colaboración con el Instituto Nacional de la Danza
En junio de 2008 los hermanos Villalobos se presentaron como solistas en la producción del National Dance Intitute, Volando a México. Esta serie de conciertos involucró a más de 200 bailarines y músicos y narró la historia de dos niños mexicoamericanos que viajan a México por primera vez. La dirección del evento corrió a cargo de Jenny Seham y el director musical fue Jerry Korman. Como parte de este mismo evento, los hermanos Villalobos fueron invitados a participar en The Children of the Roses, un cortometraje producido por el legendario coreógrafo Jacques d'Amboise.

### Colaboración con Dan Zanes
El 17 de enero de 2008 los hermanos Villalobos acompañaron al ganador del Grammy® Dan Zanes como parte de Blue Country Heart: The Music of Hank Williams con Jorma Kaukonen, G.E. Smith, Little Toby Walker, Larry Campbell, Marc Anthony Thompson, David Spelman, Sonia de los Santos y Barry Mitterhoff en un concierto histórico en el [Merkin Concert Hall]del Kaufman-Center de Nueva York.
Ese mismo año también lo acompañaron en su gira por la Costa Oeste de los Estados Unidos como parte del espectáculo Holiday House Party With Dan Zanes and Friends con conciertos en el Moore Theater, el Jackson Hall del Mondavi Center, el Herbst Theatre, y el New Victory Theater en Broadway. Los hermanos Villalobos tocaron y cantaron música de Veracruz y compartieron el escenario con Dan Zanes, el cantante Tareq Abboushi, el percusionista Colin Colin Brooks, el titiretero Julian Crouch, la cantante Sonia de los Santos, el acordeonista John Foti, el bailarín de tap Derick K. Grant, la bajista [Saskia Sunshine Lane, la vioinista Elena Moon Park, la vocalista Basya Schechter, y el percusionista y compositor Zafer Tawil.

### Presentación en Town Hall Theater
El 30 de noviembre de 2004, Ernesto Villalobos se presentó como solista en el Town Hall Theater en Manhattan. Este concierto marcó el estreno mundial de «La promesa del guerrero» un poema sinfónico escrito por Ernesto Villalobos e interpretado por el tenor Mauricio O'Reilly. Ernesto fue comisionado por la directora Alondra de la Parra y su orquesta, la Philharmonic Orchestra of the Americas. Esta obra de 20 minutos de duración está basada en un poema de Manelick de la Parra y narra la leyenda nahua de las montañas Popocatépetl e Iztaccíhuatl en las afueras de la Ciudad de México. Este concierto marcó igualmente la clausura del Celebrate MexicoNOW! Festival organizado por Claudia Norman.